# Robert Morey
Robert Willis "Jack" Morey, Jr., född 23 augusti 1936 i Cleveland i Ohio, död 18 januari 2019, var en amerikansk före detta roddare.
Morey blev olympisk guldmedaljör i åtta med styrman vid sommarspelen 1956 i Melbourne.